# Andri Aganits
Andri Aganits (7 settembre 1993) è un pallavolista estone, centrale del Friedrichshafen.

## Carriera

### Club
La carriera di Andri Aganits inizia in patria nella Eesti Meistrivõistlused, giocando prima con il Võru e poi con l'Audentese, con cui si aggiudiuca uno scudetto. La prima esperienza all'estero arriva nell'annata 2013-14, quando viene tesserato dal Bühl, squadra militante in 1. Bundesliga.
Nella stagione 2014-15 passa al Città di Castello, nella Superlega italiana, prima di trasferirsi per il seguente biennio allo Stade Poitevin per disputare la Ligue A francese,, lega nella quale milita anche nell'annata 2017-18, vestendo la maglia del Montpellier.
Per l'annata 2018-19 viene ingaggiato dal Maaseik, in Liga A: milita nel club belga per due annate, vincendo uno scudetto prima di approdare per la stagione 2020-21 nella Volley League greca, dove difende i colori del PAOK. Per il campionato 2021-22 si accasa al Friedrichshafen, nella 1. Bundesliga tedesca.

### Nazionale
Dal 2011 viene convocato nella nazionale dell'Estonia, con la quale vince la medaglia d'oro all'European League 2016. Nel 2018 si aggiudica la medaglia d'oro all'European Golden League, dove viene premiato come miglior centrale, e quella di bronzo alla Volleyball Challenger Cup, mentre nel 2021 ottiene il bronzo sempre all'European Golden League.

## Palmarès

### Club
- Campionato estone: 1

2013
- Campionato belga: 1

2018-19

### Nazionale (competizioni minori)
- European League 2016
- European Golden League 2018
- Volleyball Challenger Cup 2018
- European Golden League 2021

### Premi individuali
- 2013 - Eesti Meistrivõistlused: Miglior centrale
- 2018 - European League: Miglior centrale